# Plucheeae
Plucheeae és una tribu de la subfamília de les asteròidies (Asteroideae).

## Particularitats
Aquesta tribu va ser creada per A. Anderberg (1989) durant la seva reclassificació de la tribu Inuleae (Cass.).

## Gèneres
Compta amb els gèneres següents:
- Cylindrocline
- Pluchea
- Porphyrostemma
- Pterocaulon
- Rhodogeron
- Sachsia
- Sphaeranthus
- Streptoglossa